# Chaumergy
Chaumergy település Franciaországban, Jura megyében. Lakosainak száma 505 fő (2022. január 1.). Chaumergy Foulenay, Bois-de-Gand, La Chassagne, La Chaux-en-Bresse, Commenailles, Francheville, Le Villey és Beauvernois községekkel határos.

## Népesség
A település népességének változása:
| Lakosok száma | 436  | 382  | 398  | 448  | 473  | 481  | 482  | 472  | 470  | 505  |
|               | 1968 | 1982 | 1990 | 2006 | 2013 | 2015 | 2017 | 2019 | 2020 | 2022 |